# Liste de films français sortis en 1964
Listes de films français
- 1960
- 1961
- 1962
- 1963
- 1964
- 1965
- 1966
- 1967
- 1968

Liste non exhaustive de films français sortis en 1964

## 1964
| Titre                                           | Réalisateur                                                                           | Distribution                                      | Genre               | Notes |
| ----------------------------------------------- | ------------------------------------------------------------------------------------- | ------------------------------------------------- | ------------------- | ----- |
| La Peau douce                                   | François Truffaut                                                                     | Françoise Dorléac, Jean Desailly                  | Drame, Romance      |       |
| Les Amitiés particulières                       | Jean Delannoy                                                                         | Francis Lacombrade, Didier Haudepin               | Drame               |       |
| Cent mille dollars au soleil                    | Henri Verneuil                                                                        | Jean-Paul Belmondo, Lino Ventura                  | Aventure            |       |
| Les Barbouzes                                   | Georges Lautner                                                                       | Lino Ventura, Francis Blanche                     | Comédie             |       |
| Le Repas des fauves                             | Christian-Jaque                                                                       | France Anglade, Francis Blanche                   | Drame               |       |
| Week-end à Zuydcoote                            | Henri Verneuil                                                                        | Jean-Paul Belmondo, Catherine Spaak               | Film de guerre      |       |
| La Chasse à l'homme                             | Édouard Molinaro                                                                      | Jean-Claude Brialy, Claude Rich                   | Comédie             |       |
| L'Homme de Rio                                  | Philippe de Broca                                                                     | Jean-Paul Belmondo, Françoise Dorléac             | Aventure, Comédie   |       |
| La Cité de l'indicible peur (La Grande Frousse) | Jean-Pierre Mocky                                                                     | Bourvil, Jean-Louis Barrault                      | Comédie             |       |
| Fantômas                                        | André Hunebelle                                                                       | Jean Marais, Louis de Funès                       | Comédie             |       |
| Le Gendarme de Saint-Tropez                     | Jean Girault                                                                          | Louis de Funès, Michel Galabru                    | Comédie             |       |
| Allez France !                                  | Robert Dhéry                                                                          | Robert Dhéry, Jean Richard                        | Comédie             |       |
| Relaxe-toi chérie                               | Jean Boyer                                                                            | Fernandel, Sandra Milo                            | Comédie             |       |
| L'Année du bac                                  | Maurice Delbez et José-André Lacour                                                   | Jean Desailly, Simone Valère                      | Drame               |       |
| Bande à part                                    | Jean-Luc Godard                                                                       | Anna Karina, Sami Frey, Claude Brasseur           | Suspense            |       |
| La Chance et l'Amour                            | Claude Berri                                                                          | Françoise Arnoul, Michel Auclair, Francis Blanche |                     |       |
| L'Enfer                                         | Henri-Georges Clouzot                                                                 | Romy Schneider, Serge Reggiani                    |                     |       |
| Faites sauter la banque !                       | Jean Girault                                                                          | Louis de Funès, Jean-Pierre Marielle              |                     |       |
| Les Félins                                      | René Clément                                                                          | Alain Delon, Jane Fonda                           |                     |       |
| L'Insoumis                                      | Alain Cavalier                                                                        | Alain Delon, Léa Massari                          |                     |       |
| Lucky Jo                                        | Michel Deville                                                                        | Eddie Constantine, Pierre Brasseur                |                     |       |
| Le Monocle rit jaune                            | Georges Lautner                                                                       | Paul Meurisse, Robert Dalban                      |                     |       |
| Les Parapluies de Cherbourg                     | Jacques Demy                                                                          | Catherine Deneuve, Nino Castelnuovo               | Drame, film musical |       |
| Paris champagne                                 | Pierre Armand                                                                         | Philippe Gasté, Jean Lefebvre                     | Film musical        |       |
| Les Pieds nickelés                              | Jean-Claude Chambon                                                                   | Charles Denner, Michel Galabru, Jean Rochefort    | Comédie burlesque   |       |
| Les Plus Belles Escroqueries du monde           | Hiromichi Horikawa, Roman Polanski, Ugo Gregoretti, Claude Chabrol et Jean-Luc Godard |                                                   | Film à sketches     |       |
| Le Tigre aime la chair fraîche                  | Claude Chabrol                                                                        | Roger Hanin                                       |                     |       |
| Un monsieur de compagnie                        | Philippe de Broca                                                                     | Jean-Pierre Cassel, Catherine Deneuve             |                     |       |
| Une femme mariée                                | Jean-Luc Godard                                                                       | Macha Méril, Bernard Noël                         |                     |       |
| Une souris chez les hommes (Un Drôle de caïd)   | Jacques Poitrenaud                                                                    | Dany Saval, Louis de Funès                        | Comédie             |       |
| Échappement libre                               | Jean Becker                                                                           | Jean-Paul Belmondo, Jean Seberg                   | Aventure            |       |
| Comment épouser un premier ministre             | Michel Boisrond                                                                       | Jean-Claude Brialy, Pascale Petit                 | Comédie             |       |
| Coplan prend des risques                        | Maurice Labro                                                                         | Dominique Paturel, Virna Lisi                     | Action              |       |